# Partito Liberale Italiano
Partito Liberale Italiano (PLI) war eine liberale, konservative und laizistische Partei in Italien. Sie war zu Zeiten des Kalten Krieges an einigen Regierungen beteiligt, verlor mit dem Umbruch im italienischen Parteiensystem infolge weit verbreiteter Korruption 1992/93 aber an Einfluss und löste sich schließlich am 6. Februar 1994 auf.

## Geschichte

### Vorgeschichte und Gründung

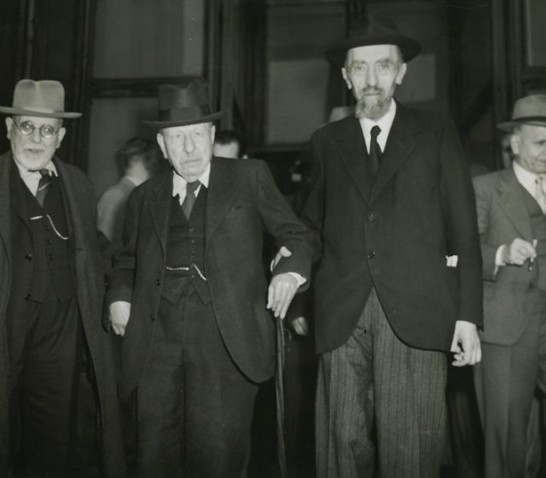
Die liberalen Senatoren Benedetto Croce und Alessandro Casati bei der Wahl Luigi Einaudis zum Staatspräsidenten 1948

Die Partei wurde kurz nach dem Sturz Mussolinis von Benedetto Croce gegründet und wurde Mitglied im CLN. Sie beruft sich aber auf die Tradition der italienischen Liberalen aus dem 19. Jahrhundert, wie z. B. den italienischen Staatsgründer Camillo Benso von Cavour.
Eine Partei gleichen Namens war bereits im Oktober 1922 auf einem Kongress in Bologna gegründet worden und hatte 1924 einen zweiten Kongress in Livorno abgehalten, bevor sie sich unter dem Druck der Faschisten zu großen Teilen dem Regime anschloss. Die Tatsache, dass der erste Partei-Kongress nach dem Zweiten Weltkrieg im April/Mai 1946 als „III. PLI-Kongress“ bezeichnet und diese Zählung danach beibehalten wurde, symbolisierte die Identifizierung mit dem Liberalismus der vor-faschistischen Zeit und damit die These der Kontinuität des Liberalen Staates und des Faschismus als „Klammer“ in der Geschichte des geeinten Italien. Trotz der Verstrickung mancher Liberaler mit der Diktatur wurde somit dem Liberalismus an sich keine Mitschuld am Aufstieg des Faschismus gegeben. Dies widersprach etwa der vor allem im linken Spektrum vertretenen These, dass der Faschismus Produkt des liberalen Italien gewesen sei und mit dem Widerstandskampf zwischen 1943 und 1945 ein „zweites Risorgimento“ und ein völliger Neuanfang des Staates auf republikanischer Basis stattfinden müsse, in dem der Liberalismus traditioneller Prägung keinen Platz mehr habe. Dies wurde u. a. vom Partito d’Azione behauptet, der 1942 einer liberal-sozialistischen Erneuerungstheorie entsprungen war.
In der Tat war der PLI der post-faschistischen Ära zunächst das Resultat einer Spaltung der antifaschistischen Liberalen im Untergrund. Anhänger der Kontinuitätsthese und der Offenheit in der Institutionellen Frage, angeführt von Leone Cattani und Nicolò Carandini und unter dem gewichtigen Einfluss Croces, weigerten sich Ende 1942, dem sich gründenden Partito d’Azione beizutreten und schlugen den Weg einer eigenen Sammlung gemäßigt liberaler Elemente ein. Noch vor dem Sturz Mussolinis verbreiteten sie vornehmlich in Rom Flugblätter im Untergrund und erwarben sich damit eine wenngleich zweifelhafte Reputation, am Widerstand teilzunehmen. Bei Gründung des CLN bildeten sie darin eine eigenständige Gruppierung, die jedoch weit weniger organisiert war als die dominierenden Massenparteien. Lokale Gruppen von Liberalen überall im Land agierten oft ohne jegliche Kommunikation untereinander, was zur Bildung unterschiedlicher Ausrichtungen dieser Gruppen führte. Vor allem im befreiten Süditalien konnten zwischen 1943 und Anfang 1944 lokale Honoratioren ihre alten Klientelen wieder mobilisieren, wie etwa Raffaele De Caro aus Benevent, der die Liberalen in der ersten Regierung des Marschalls Badoglio vertrat und eine eigene Partei gründete, den Partito della Democrazia Liberale.
Während der deutschen Besetzung Roms zwischen September 1943 und Juni 1944 befand sich hingegen die römische Gruppe um Cattani und Carandini erneut im Untergrund und erlangte vor allem in dieser Zeit eine anerkannte antifaschistische Reputation seitens der anderen politischen Gruppen im CLN. Von den ersten organisatorischen Strukturen in Neapel aus formierten sich nach der Befreiung der Stadt nun auch die römischen Liberalen als PLI. Jedoch kam es alsbald zum Zusammenschluss mit der Partei De Caros, der bis Anfang der 40er Jahre Mitglied im PNF gewesen war, wodurch sie einiges von ihrer Glaubwürdigkeit verlor. Zeichen dafür war etwa die Entscheidung des CLN, den PLI von der gemeinsamen Leitung der neuen Gewerkschaft CGIL auszuschließen. Vertreter wie Carandini, der der Partei ein betont sozial fortschrittliches Programm geben wollte, wurden zunehmend von der Führung der Partei verdrängt.

### Weitere Entwicklung
Neben der PLI gab es noch eine zweite liberale Partei: Die Partito Repubblicano Italiano (PRI). Diese sah sich in der Tradition des Risorgimento und Giuseppe Mazzinis, war kompromisslos antimonarchistisch, antiklerikal und antifaschistisch. Die PLI setzte ihren Schwerpunkt dagegen auf Wirtschaftsliberalismus und war eng mit den alten Eliten verbunden, die in Süditalien noch in quasi-feudalen Strukturen herrschten. Beim Referendum über die Staatsform 1946 sprach sie sich für die Monarchie aus. Beide liberale Parteien verband jedoch ihr Eintreten für Laizismus (Trennung von Staat und Kirche), Marktwirtschaft und – im aufbrechenden Kalten Krieg – für ein westliches Bündnis mit den USA. Die PLI stellte mit dem ehemaligen Präsidenten der Abgeordnetenkammer Enrico De Nicola und dem Gouverneur der Banca d’Italia Luigi Einaudi die ersten beiden italienischen Staatspräsidenten (1948–1955). Der zunächst noch vorhandene linksliberale Flügel spaltete sich 1955 ab und bildete die Partito Radicale. Anschließend gab die PLI ihr Interesse an sozialen Reformen auf. Sie galt als konservativ und als Sprachrohr des Arbeitgeberverbands Confindustria.
Die Liberalen waren in sechs Perioden (1947–1950, 1954–1957, 1972–1973, 1979–1980, 1981–1987, 1987–1992) an der italienischen Regierung beteiligt. Wichtige Regierungsmitglieder aus den Reihen der PLI waren Gaetano Martino (Außenminister 1954–57), Renato Altissimo (Gesundheitsminister 1979–80 und 1981–83, Industrieminister 1983–86), Valerio Zanone (Umweltminister 1984–86, Verteidigungsminister 1987–89) und Francesco De Lorenzo (Umweltminister 1986–87, Gesundheitsminister 1989–93).
In den 1970er- und 80er-Jahren verlor die PLI deutlich an Wählern. Das lag unter anderem an ihrem wenig inspirierenden Führungspersonal, insbesondere, als sich Valerio Zanone von der Parteispitze zurückzog und der farblos wirkende Renato Altissimo übernahm. Ihre Konkurrentin um die liberale Wählerschaft, die PRI, erfreute sich hingegen unter Giovanni Spadolini steigender Beliebtheit. Sie löste die PLI als stärkste liberale Kraft ab und erhielt auch vermehren Zuspruch aus Wirtschaftskreisen und von der Confindustria. Der langjährige Chef der PLI und der Liberalen Internationalen Giovanni Malagodi war im Jahr 1987 für kurze Zeit Präsident des Senats. In den 1980er-Jahren galt die PLI als Teil der Pentapartito (Fünferpartei), eines Kartells mit DC, PSI, PSDI, PRI.

### Auflösung
Der PLI-Vorsitzende Renato Altissimo trat im Mai 1993 aufgrund seiner Verwicklung in den Korruptionsskandal Tangentopoli zurück. Sein Nachfolger Raffaele Costa rief kurz darauf die Unione di Centro ins Leben, die das Mitte-rechts-Spektrum sammeln sollte. Sie erreichte jedoch keine nennenswerten Erfolge und entwickelte sich zu einem bloßen Anhängsel der 1994 gegründeten Partei Forza Italia Silvio Berlusconis, mit der sie schließlich 1998 verschmolz. Einige PLI-Politiker, darunter Antonio Martino und Giancarlo Galan wechselten 1994 direkt zu Forza Italia. Valerio Zanone verließ die PLI im Juni 1993 und gründete die Unione Liberaldemocratica, die an der Parlamentswahl 1994 im Rahmen des Mitte-Bündnisses Patto per l’Italia teilnahm. Die Überreste der PLI benannten sich im Februar 1994 in Federazione dei Liberali um, deren Führung Raffaello Morelli übernahm. Die FdL „erbte“ die Parteizentrale der PLI und ihre Vertretung in der Liberalen Internationale. Sie schloss sich 1995 dem Mitte-links-Bündnis L’Ulivo an.

## Wahlergebnisse bei Parlamentswahlen
1946: 6,9 % – 41 Mandate (im Wahlbündnis Unione Democratica Nazionale)
1948: 3,8 % – 19 Mandate (im Wahlbündnis Blocco Nazionale mit Fronte dell’Uomo Qualunque)
1953: 3,0 % – 13 Mandate
1958: 3,5 % – 17 Mandate
1963: 7,0 % – 39 Mandate
1968: 5,3 % – 31 Mandate
1972: 3,9 % – 20 Mandate
1976: 1,3 % – 5 Mandate
1979: 1,9 % – 9 Mandate
1983: 2,9 % – 16 Mandate
1987: 2,1 % – 11 Mandate
1992: 2,8 % – 17 Mandate

## Regionen
In den 1950er-Jahren schnitt die PLI in Süditalien am stärksten ab. Ihre besten Ergebnisse hatte sie 1953 in Molise (14,7 %) und im Ostteil Siziliens (6,2 %). In Mittel- und Norditalien war sie erheblich schwächer, vor allem in der westlichen Toskana (1,3 %), dem Osten der Lombardei, Emilia und Friaul-Julisch Venetien (jeweils 1,5 %). Eine liberale Insel im Norden war jedoch die Provinz Cuneo im Piemont (9,25 %). Viele historische Anführer des italienischen Liberalismus und der frühen PLI kamen aus Piemont, z. B. Giovanni Giolitti, Luigi Facta, Luigi Einaudi, Manlio Brosio. In der autonomen Region Trentino-Südtirol spielte die PLI mit 0,8 % fast gar keine Rolle.
Im Laufe der Zeit verlor die PLI ihre Verwurzelung im Süden. Bei ihrer letzten Wahlteilnahme 1992 war die Region mit ihren besten Ergebnissen Piemont, besonders in der Provinz Cuneo (13,5 %). Eine besondere Hochburg war die Gemeinde Magliano Alpi (44 %). In Turin, der Hauptstadt von Piemont, stellte die PLI von 1990 bis 1991 den Bürgermeister: Valerio Zanone. Es folgten die Provinz Messina in Sizilien (8,9 %) und Lucca in der Toskana (7,8 %). In der ärmeren Basilicata in Süditalien war die Partei dagegen sehr schwach (1,24 %), aber auch in ihrer einst stärksten Region Molise (1,35 %) und den Marken (1,45 %).

## Führung
Wie bei anderen italienischen Parteien hatte der segretario generale (Generalsekretär) die tagespolitische Führung inne, während das Amt des presidente (Vorsitzenden) eine eher zeremonielle Aufgabe war.

### Generalsekretäre

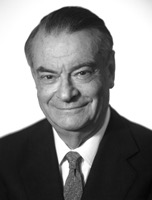
Giovanni Malagodi, Generalsekretär 1954–1972

- 1944 Giovanni Cassandro, Richter des italienischen Verfassungsgerichts
- 1944 Manlio Brosio, Stellvertreter Ministerpräsident, Generalsekretär der NATO
- 1944–1945 Leone Cattani, Minister für Öffentliche Arbeiten
- 1945–1947 Giovanni Cassandro
- 1947–1948 Roberto Lucifero d'Aprigliano
- 1948–1954 Bruno Villabruna, Minister für Industrie
- 1954–1972 Giovanni Malagodi, Schatzminister, Präsident des Senats
- 1972–1976 Agostino Bignardi
- 1976–1985 Valerio Zanone, Umwelt-, später Verteidigungsminister
- 1985–1986 Alfredo Biondi, Vizepräsident der Abgeordnetenkammer, später Justizminister
- 1986–1993 Renato Altissimo, Minister für Industrie
- 1993–1994 Raffaele Costa, Minister für Gesundheit

### Vorsitzende
- 1946–1947 Benedetto Croce
- 1947–1961 Raffaele De Caro
- 1961–1967 Gaetano Martino

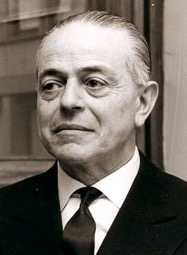
Gaetano Martino, Parteivorsitzender 1961–1967

- 1967–1972 Vittorio Badini Confalonieri
- 1972–1976 Giovanni Malagodi
- 1976–1979 Agostino Bignardi
- 1979–1987 Aldo Bozzi
- 1987–1991 Salvatore Valitutti, Rektor der Ausländeruniversität Perugia, Erziehungsminister
- 1991–1993 Valerio Zanone, Bürgermeister der Stadt Turin
- 1993–1994 Alfredo Biondi